# Герсбах
Герсбах (нім. Görsbach) — громада в Німеччині, розташована в землі Тюрингія. Входить до складу району Нордгаузен.
Площа — 9,05 км2. Населення становить 997 ос. (станом на 31 грудня 2021).